# آیلین ایگر
آیلین ایگر (انگلیسی: Eileen Agar؛ ۱ دسامبر ۱۸۹۹ – ۷ نوامبر ۱۹۹۱) یک عکاس و نقاش سبک فراواقع‌گرایی اهل بریتانیا بود.